# Spider-Boy
Spider-Boy is een superheld uit de strips van Amalgam Comics. Hij werd bedacht door schrijver Karl Kesel en tekenaar Mike Wieringo, en maakte zijn debuut in Spider-Boy #1 (April 1996).
Spider-Boy is een combinatie van Marvel Comics' Spider-Man en DC Comics' Superboy (de Kon-El versie).

## Biografie
Spider-Boy ontstond als een mislukte poging om een kloon te maken van Super-Soldier; een met de extra gave om de zwaartekracht te beheersen. Het project werd gesaboteerd, waardoor de machine ontplofte en de wetenschapper Peter Parker om het leven kwam. Vrijwel direct kwam een jonge kloon van Peter Parker uit de wrakstukken tevoorschijn. Al meteen blijkt dat deze kloon tegen muren op kan klimmen.
Thunderbolt Ross, het hoofd van het project, voelt zich verantwoordelijk voor de kloon en adopteerd hem. Hij geeft hem de naam Peter Ross. Voor de jonge Peter wordt Thunderbolt een soort oom (gelijk aan Oom Ben). Op een dag wordt Ross vermoord door een overvaller. Na Ross’ dood nam Peter zich voor om zichzelf tot het aandachtspunt van gevaar te maken, zodat anderen veilig zouden zijn. Gebaseerd op zijn spinachtige talent om tegen muren op te kruipen maakt hij een kostuum en neemt de naam Spider-Boy aan. Tevens maakt hij voor zichzelf een speciaal pistool waarmee hij een synthetisch web kan afvuren.
Om rond te komen nam Peter een baantje bij de Daily Buggle. Als Spider-Boy ging hij werken voor Project Cadmus, waar hij de opdracht kreeg andere mislukte genetische experimenten op te jagen.

## Krachten
Een van Spider-Boy’s krachten is tactile telekinese, een telekinetisch krachtveld dat zich rond zijn lichaam vormt en verschillende krachten geef, waaronder bovenmenselijke kracht, de gave om te vliegen, bovenmenselijke snelheid en weerstand tegen verwondingen.
Spider-Boy kan net als superman lasers afvuren uit zijn ogen, door dingen heenkijken, en heeft een bovenmenselijk gehoor.
Spider-Boy kan tegen muren opkruipen en heeft een zesde zintuig voor gevaar. Hij is bovenmenselijk atletisch, en heeft een eigen unieke vechtstijl ontwikkeld.
Spider-Boy is tevens ervaren op het gebied van toegepaste wetenschap, chemie en natuurkunde. Hij gebruikt zijn intelligentie in combinatie met zijn krachten. Tevens bezit hij een speciaal pistool dat een webachtige substantie afschiet. Dit webmateriaal kan worden gebruikt om vijanden vast te binden, te verblinden, of om te vormen tot simpele vormen zoals een schild.